# Junna Tennō
Junna Tennō (淳和天皇?) (786 – 840) fue el 53° quincuagésimo tercer emperador del Japón en aparecer en la lista tradicional de Emperadores. Fue hijo del Emperador Kanmu. Después de la rebelión de Heizei Tennō se convirtió en Príncipe de la Corona de Saga Tennō. Reinó desde 823 hasta 833 cuando abdicó.
| Predecesor: Saga Tennō | Emperador de Japón 823 - 833 | Sucesor: Ninmyō Tennō |

- Datos: Q374136
- Multimedia: Emperor Junna / Q374136